# Bogusław Pezda
Bogusław „Bodek” Pezda (ur. 15 października 1969 w Mielcu) – polski muzyk, kompozytor i producent muzyczny. Były członek formacji Agressiva 69. Członek Akademii Fonograficznej ZPAV.

## Życiorys
Z wykształcenia jest ekonomistą i bankowcem – wybrał muzykę jako swoją życiową pasję, od 1997 roku mieszka w Warszawie.
Od 1992 roku był liderem industrialno-rockowej formacji Agressiva 69 (7 albumów) + 2 nowe. Producent większości nagrań zespołu a także autor kooperacji z międzynarodowymi muzykami m.in.: Wayne’em Husseyem z The Mission oraz Martinem Atkinsem (perkusista z Nine Inch Nails, PIL, Pigface, Killing Joke). W latach 1997–2000 label-menadżer w firmie Koch, w latach 2000–2001 EMI. Od 2001 właściciel 2.47 Records (wydającej m.in. Husky, Őszibarack, Kanał Audytywny, Nun, Matt Kowalsky, NOT, Hetane, Saluminesia, Made In Poland).
Jest autorem kilkudziesięciu remiksów, od 1995 roku grupa producencka 2.47 wykonała około 45 remiksów dla znanych i nieznanych artystów w Polsce. Producent albumów (Master of Celebration, Soyka, Agressiva 69, Wyspiański wyzwala). Producent ścieżek dźwiękowych, a także konsultant muzyczny filmów (Egoiści, Poniedziałek, Wtorek, Gniew, Pod powierzchnią).
Producent muzyczny albumu Obsesja Pawła Kowalczyka (Pink Crow Records).
Praca przy serialu Przeznaczenie w reż. Mariusza Paleja.
Producent wykonawczy albumu Poeci (Warner Music Poland).
Producent wykonawczy albumu Nina Stiller – (EMI Music Poland).
Od 2016 roku inżynier dźwięku w studio Sound Tropez ze specjalizacją - gry komputerowe. 
Realizacje dla Albion Loc/Blizzard Ent: Hearhstone, Overwatch, Heroes Of The Storm, Starcraft 2, Warcraft 3,  
Realizacje dla Roboto/Sony/Electronic Arts: Death Stranding, Fallen Order (Star Wars). W 2023 - realizacja dźwięku w polskiej wersji Diablo IV.

## Dyskografia
- 1994: Agressiva 69 Hammered By The Gods – kompozytor, realizator, producent
- 1994: Jesus Chrysler Suicide Schizovirus – kompozytor, wykonawca
- 1996: Tuff Enuff Cyborgs Don’t Sleep – sampling, realizacja nagrań
- 1997: Maanam Mówią że miłość - dance mix/ trance mix – remixer
- 1997: Illusion Nikt - jungle mix – remixer
- 1997: Justyna Steczkowska Za dużo - French remix – remixer
- 1997: Corozone Pro D - Co-mix – remixer
- 1997: Agressiva 69 2.47 – kompozytor, realizator, producent
- 1998: LD Tuff Enuff remixed by 2.47 – realizator, producent
- 1999: Jesus Chrysler Suicide Schizovirus remixed by 2.47 – realizator, producent
- 1999: OST Egoiści –  producent soundtracku, kompozytor tematu „ Egoiści” z udziałem Edyty Bartosiewcz
- 1999: Soyka Allegro ma non troppo - drum & piano mix – remixer
- 1999: Różni wykonawcy Master OF Celebration – producent wykonawczy, pomysłodawca, album z coverami zespołu Depeche Mode
- 2001: Agressiva 69 Agressiva 69 – kompozytor, realizator, producent
- 2004: Agressiva 69 Dirrrt – kompozytor, realizator, producent
- 2005: SOYKA Soyka Sings Love Songs – aranżer, realizator, producent
- 2006: Nina Stiller Nina Stiller –  producent wykonawczy
- 2006: Agressiva 69 IN – kompozytor, realizator, producent
- 2007: Agressiva 69 OUT – kompozytor, realizator, producent
- 2008: White House – Poeci – pomysłodawca, producent wykonawczy
- 2008: Różni wykonawcy - Wyspiański Wyzwala – pomysłodawca, producent wykonawczy, producent muzyczny, realizator
- 2011: Made In Poland – Enjoy The Solitude - New Orleans remix – remixer
- 2012: Heart & Soul – Heart & Soul feat. Rykarda Parasol – producent wykonawczy, kompozytor, realizator
- 2013: Heart & Soul - Heart & Soul Presents Songs Of Joy Division - producent muzyczny, producent wykonawczy, realizator
- 2016 Heart & Soul - Missing Link - kompozytor, producent muzyczny, realizator
- 2016 The Shipyard - Niebieska linia - występ gościnny, produkcja[2]
- 2020 Edyta Bartosiewicz - Ten moment - producent muzyczny
- 2023 1984 - Projekt Loebl - miks albumu
- 2023 MIP (ex Made In Poland) - Black Winter - współprodukcja, miks.